# Комбајн (Тексас)
Комбајн (енгл. Combine) град је у америчкој савезној држави Тексас. По попису становништва из 2010. у њему је живело 1.942 становника.

## Демографија
Према попису становништва из 2010. у граду је живело 1.942 становника, што је 154 (8,6%) становника више него 2000. године.
| Група             | 2000.         | 2010.         |
| Белци             | 1.650 (92,3%) | 1.665 (85,7%) |
| Афроамериканци    | 9 (0,5%)      | 17 (0,9%)     |
| Азијати           | 1 (0,1%)      | 5 (0,3%)      |
| Хиспаноамериканци | 95 (5,3%)     | 217 (11,2%)   |
| Укупно            | 1.788         | 1.942         |